# 上杉村
上杉村（うえすぎむら）は、かつて新潟県中頸城郡にあった村。

## 沿革
- 1889年（明治22年）4月1日 - 町村制施行に伴い中頸城郡今保村、大村、所山田村、岡田村、桑曽根村、山高津村、払沢村、北代村、下新保村、下田島村、三村新田、井ノ口村、浮島村、島倉村が合併し、上杉村が発足。
- 1955年（昭和30年）10月1日 - 中頸城郡里五十公野村、美守村と合併し、三和村となり消滅。